# 様似町立様似小学校
様似町立様似小学校（さまにちょうりつさまにしょうがっこう）は、北海道様似郡様似町栄町にある公立小学校。

## 沿革
- 1888年（明治21年）4月1日 - 公立様似簡易小学校として開校。
- 1895年（明治28年）3月10日 - 様似尋常小学校と改称。
- 1905年（明治38年）4月25日 - 様似尋常高等小学校と改称。
- 1926年（大正15年）7月1日 - 様似青年訓練所併置。
- 1932年（昭和7年）10月3日 - 様似女子実業補修学校併置。
- 1941年（昭和16年）4月1日 - 国民学校令により、様似国民学校と改称（初等科6年、高等科2年）。
- 1947年（昭和22年）4月1日 - 学制改革により、様似村立様似小学校と改称。
- 1952年（昭和27年）4月1日 - 様似村の町制施行により、様似町立様似小学校と改称。
- 1970年（昭和45年）10月28日 - 本校と冬島・岡田・西様似の3小学校を統合し、最初の統合町立様似小学校始業式挙行。
- 1971年（昭和46年）8月7日 - 様似小学校統合校舎落成記念式挙行。
- 1977年（昭和52年）10月7日 - 交通公園完成。
- 1981年（昭和56年）9月22日 - 学校プール完成。
- 1983年（昭和58年）9月10日 - 「ことばの教室」開設し、入級式挙行。
- 1985年（昭和60年）9月21日 - グラウンド改修工事完了。
- 1987年（昭和62年）9月20日 - 体育館改修工事完了。
- 1989年（平成元年）12月5日 - プール屋根取り付け工事完了。
- 1990年（平成2年）10月28日 - 統合20周年記念と開校100周年記念の両式典挙行。
- 2001年（平成13年）2月17日 - 統合30周年記念と開校110周年記念の両式典挙行。
- 2003年（平成15年）4月1日 - 幌満小学校を統合。
- 2005年（平成17年）5月 - この月から翌月にかけて、プール改修工事実施。
- 2006年（平成18年）6月10日 - 交通公園内の池を埋め立てる。
- 2011年（平成23年）4月1日 - 鵜苫小学校を統合し、町内唯一の小学校となる。
- 2012年（平成24年）11月7日 - 校章選考委員会発足。
- 2013年（平成25年）
  - 4月1日 - 新校章・校旗決定。
  - 6月1日 - 校舎改築工事開始。
- 2014年（平成26年）4月1日 - 新校舎（プールと放課後児童施設ひまわりを除く）完成利用開始し、新校章も使用開始。
- 2015年（平成27年）
  - 3月20日 - プールと放課後児童施設ひまわりが完成。
  - 3月22日 - 新校舎落成記念式典挙行。
- 2016年（平成28年）4月14日 - この日から、原則毎週木曜日の6年生児童の様似中学校登校開始。

## 学区
- 様似町全域

## 周辺
- 様似川
- 北海道道233号新富様似停車場線

## アクセス
- JR北海道バス日勝線
  - 「様似小学校」バス停下車。ただし、「様似小学校」バス停に停車するのは、向別発様似営業所行下り始発便のみ。
  - 上述以外の便以外では、
    - 「様似営業所前」バス停（起終点）から、徒歩約1.2km・約18分。
    - 「様似」バス停から、徒歩約1.4km・約21分。

## 進学先中学校
- 様似町立様似中学校